# Friedrich Alverdes
Friedrich Wilhelm Alverdes (* 10. April 1889 in Osnabrück; † 1. September 1952 in Marburg) war ein deutscher Zoologe und Psychologe.

## Leben
Er war der Sohn des Zivilingenieurs Max Alverdes und besuchte Realschulen und das Gymnasium Johanneum in Hamburg bis zum Abitur 1907. Er studierte Zoologie, Botanik und Geologie sowie Medizin in Freiburg i. B., München und Marburg. 1908 und 1909 nahm er an Kursen für Meeresforschung in Bergen (Norwegen), 1910 an einer Studienfahrt nach Ostafrika teil. 1912 promovierte Alverdes an der Universität Marburg mit der Dissertation über Die Kerne in den Speicheldrüsen der Chironomus-Larve. Er konnte auch nachweisen, dass Perlen durch die Verlagerung von Epithelzellen in das Bindegewebe des Mantels der Muschel entstehen. 1913 leistete er Wehrdienst, ab 1914 Kriegsdienst (ausgezeichnet mit dem Eisernen Kreuz II. Klasse, 1918 als Oberleutnant entlassen). 1919 wurde Alverdes Volontär, dann Assistent im Zoologischen Institut der Universität Halle.
1920 habilitierte er sich dort und wurde 1924 zum außerordentlichen Professor ernannt. 1928 erhielt er den Ruf an die Universität Marburg.
Er veröffentlichte über Rassen- und Artbildung (1921), Tiersoziologie (1923 und 1925) und widmete sich der Untersuchung von Abnormitäten. Außerdem versuchte er, Mutationen durch Radioaktivität herbeizuführen. Später widmete er sich unter dem Einfluss von Konrad Lorenz stark der Tierpsychologie und Verhaltensbiologie.
Alverdes war Mitglied der DNVP und unterzeichnete im November 1933 das Bekenntnis der Professoren an den deutschen Universitäten und Hochschulen zu Adolf Hitler. Am 10. Juni 1937 beantragte er die Aufnahme in die NSDAP und wurde rückwirkend zum 1. Mai desselben Jahres aufgenommen (Mitgliedsnummer 5.401.539). Sein jüngerer Bruder Kurt Hermann Alverdes war Medizinprofessor in Halle und Marburg.

## Schriften
- Die Tierpsychologie in ihren Beziehungen zur Psychologie des Menschen. (1932)
- Grundzüge der Vererbungslehre (1935)
- Die Totalität des Lebendigen. In: BIOS. Abhandlungen zur theoretischen Biologie und ihrer Geschichte, sowie zur Philosophie der organischen Naturwissenschaften. Barth, Leipzig 1935 (Digitalisat).
- Leben als Sinnverwirklichung (1936)